# H.261

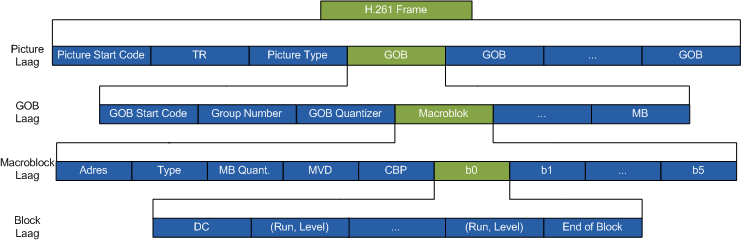
Structure syntaxique d'une image vidéo suivant la norme H.261

H.261 est une recommandation de compression vidéo de l'UIT-T. C'est une évolution de la norme H.120. Elle fut notamment popularisée par la console de jeu PlayStation de Sony, qui l'intégra entièrement dans son moteur de décompression de données. Les travaux sur la norme H.261 ont ultérieurement servi de base à la norme MPEG.
Cette norme devenu obsolète, sa succession fut assurée par la norme H.263 de meilleure qualité pour la VoIP ; pour le pur encodage vidéo, on préférera la norme H.264.

## Caractéristiques techniques
Bande passante sur le réseau : 64 kbit/s.
Formats d'images :
- CIF, débit de 15 images par seconde (352 × 288  pixels)
- QCIF, débit de 30 images par seconde (176 × 144  pixels).

Technique de compression : DCT (Discrete Cosine Transform) + codage de Huffman.
La norme H.261 est surtout utilisée avec les protocoles H.320 et H.323.